# Ракетний удар по кафе в селі Гроза
Ракетний удар по кафе в селі Гроза (Теракт у селі Гроза) відбувся вдень 5 жовтня 2023 року, коли Збройні сили рф завдали удару ракетою «Іскандер» по кафе-магазину в селі Гроза Куп'янського району Харківської області. За інформацією ЗМІ та Національної поліції, у закладі проводився поминальний обід. Унаслідок цього удару загинуло 59 осіб, серед них восьмирічна дитина. Ще одна особа вважалася зниклою безвісти.

## Хронологія події
5 жовтня 2023 року о 13:24 збройні сили рф обстріляли село Гроза Харківської області, що лежить за 35 км від лінії фронту. Ракета «Іскандер» влучила в магазин-кафе, де на момент трагедії проводився поминальний обід, там перебували приблизно 60 із 330 жителів Грози. Це були поминки за місцевим військовиком — Козирем Андрієм Борисовичем, який загинув 29 березня 2022 року. Мало відбутися його перепоховання, бо через окупацію його не могли поховати в рідному селі.
За даними заступника начальника пожежно-рятувального загону Руслана Парфілова, було залучено три одиниці техніки та 15 людей з ДСНС, потім викликали підмогу.

## Жертви
Унаслідок удару загинули 59 осіб (серед них — 8-річний хлопчик), поранено — 3. Ще одна особа вважалася зниклою безвісти. Всіх загиблих було ідентифіковано до 13 жовтня.
Родина Андрія Козиря:
1. Глушко Олександр (батько Світлани, 69 років)
2. Гриб Іван (тесть, пенсіонер)
3. Галина Гриб (теща, пенсіонерка)
4. Гриб Микола (батько Аліни, 66 років)
5. Гриб Ніна (мати Аліни, 64 роки)
6. Козир Аліна (дружина Андрія, 44 роки)
7. Козир Анатолій (дядько, 69 років)
8. Козир Денис (син Андрія та Аліни, 24 роки)
9. Козир Єлизавета (донька Андрія та Аліни, 22 роки)
10. Козир Іван (син Ігоря, 8 років)
11. Козир Ігор (двоюрідний брат, 36 років)
12. Козир Ніна (дружина Дениса, 20 років)
13. Малікова Галина (донька Єви, 35 років)
14. Пащенко Ольга (донька Анатолія, 34 роки)
15. Платоненко Світлана (кума Андрія та Аліни, 45 років)
16. Сірокурова Аліна (дружина Максима, 23 роки)
17. Сірокуров Максим (троюрідний племінник, 25 років)
18. Чегодаєва Людмила (мати Ніни, 42 роки)
19. Яременко Єва (сестра Андрія, 70 років)
20. Яременко Іван (син Єви, 34 роки)

Друзі Андрія Козиря:
1. Білоус Віталій (товариш Андрія, 44 роки)
2. Нечволод Олександр (староста села, 60 років)
3. Харбака Ірина (невістка товариша Андрія, 57 років)
4. Харбака Тетяна (дружина товариша Андрія, 52 роки)

Місцеві жителі села Гроза:
1. Андрусович Валерій (59 років)
2. Андросович Микола (63 роки)
3. Андросович Тетяна (60 років)
4. Бардась Раїса (72 роки)
5. Бардась Юлія (донька Раїси)
6. Герасименко Анжеліка (47 років)
7. Долганін Володимир (53 роки)
8. Коваленко Григорій (59 років)
9. Котенко Любов (50 років)
10. Крисевич Олена (60 років)
11. Мамон Наталія (дружина Анатолія Пономарьова, 56 років)
12. Муховата Світлана (дружина Володимира Муховатого, 43 роки)
13. Муховата Тетяна (65 років)
14. Муховатий Володимир (вихователь місцевого ліцею, 47 років)
15. Нечипуренко Зоя (58 років)
16. Одегова Олександра (74 роки)
17. Пирожок Олександр (65 років)
18. Пирожок Тетяна (62 роки)
19. Пономарьов Анатолій (70 років)
20. Пільгуй Ольга (48 років)
21. Сапач Вікторія (47 років)
22. Сапач Олег
23. Соляник Тамара (61 рік)
24. Фоменко Валентина (70 років)
25. Ходак Олександр (70 років)
26. Чепіль Віктор (69 років)
27. Чепіль Любов (61 рік)
28. Чикало Ганна (61 рік)

Родичі власника кафе:
1. Пантелеєв Анатолій (чоловік Ольги Пантелеєвої, 42 роки)
2. Пантелеєв Валерій (чоловік Ірини Пантелеєвої, 63 роки)
3. Пантелеєва Ірина (сестра власника кафе, 62 роки)
4. Пантелеєва Ольга (донька Ірини та Валерія)

Інші:
1. Корх Валентина (медсестра з Шевченкового, 62 роки)
2. Світлана Осипова (готувала поминальний обід, 50 років)

За повідомленням речника Харківської обласної прокуратури Дмитра Чубенко, за ДНК ще дві особи ідентифіковані вбитими.
Російська ракетна атака по селу Гроза 5 жовтня 2023 року стала наймасовішим злочином росіян на Харківщині від початку повномасштабного вторгнення Росії в Україну.

## Розслідування
Прокуратура розпочала досудове розслідування теракту за частиною 2 статті 438 ККУ(порушення законів та звичаїв війни).
Верховний комісар ООН з прав людини направив польову групу до села для збору інформації про злочин росії.
11 жовтня 2023 року слідчі СБУ назвали ймовірні імена російських навідників ракет, ними виявилися два колишні місцевих жителі-колаборанти, 30-річний Володимир Мамон та його молодший брат 23-річний Дмитро Мамон, які напередодні деокупації Харківщини втекли до росії та за вказівками російських кураторів під виглядом дружніх розмов та листувань у месенджерах випитували у родичів, сусідів та знайомих з деокупованих населених пунктів дані про дислокацію Сил оборони та масові заходи в регіоні.
В Управлінні верховного комісара ООН з прав людини підтвердили, що ракетного удару по селу Гроза в Харківській області 5 жовтня завдала російська армія, а всі 59 жертв були цивільними особами.

### Відплата
4 січня 2025 ГУР МО України повідомило, що напереддень (3 січня) у населеному пункті Шуя Івановської області Росії стався вибух, унаслідок якого у критичному стані опинився командир батареї дивізіону 112-ї ракетної бригади 1-ї танкової армії Західного військового округу ЗС РФ капітан Костянтин Наґайко. За даними ГУР, Наґайко безпосередньо брав участь у повномасштабній війні проти України, він причетний до ударів балістичними ракетами «Іскандер» по цивільних і військових об'єктах у Сумській та Харківській областях. «Зокрема, підрозділ Наґайка вчинив воєнний злочин у селі Гроза Куп'янського району — 5 жовтня 2023 року завдав ракетного удару по кафе під час поминок. Тоді загинуло 59 цивільних українців, серед них — восьмирічний хлопчик», — наголосили в ГУР.
8 лютого 2025 ГУР МО повідомило, що неприходячи до тями, попри проведену трепанацію черепа та інші хірургічні втручання військовий злочинець Костянтин Наґайко помер.

## Вшанування пам'яті
6—8 жовтня на Харківщині було оголошено днями жалоби.

## Міжнародна реакція

### Україна
Одразу після теракту президент України Володимир Зеленський висловив співчуття рідним та близьким загиблих і засудив воєнний злочин.
|                                          | Показово жорстокий російський злочин — удар ракети по звичайному продуктовому магазину, абсолютно свідомий теракт. Куп'янський район на Харківщині… Мої співчуття всім, хто втратив рідних і близьких! Надається допомога пораненим Усі, хто допомагає Росії обходити санкції, злочинці. Усі, хто підтримує Росію досі, підтримує зло. Цей і подібні теракти потрібні Росії лише для одного: зробити свою геноцидну агресію новою нормою для всього світу |
| — президент України Володимир Зеленський | |

### Росія
Прессекретар президента рф Дмитро Пєсков під час брифінгу 6 жовтня заявив, що російські військові нібито «не завдають ударів по цивільним об'єктам».
Російський посол у Відні заявив, що до початку будь-яких розслідувань росія вкотре звинувачується у скоєнні військового злочину. Він стверджував, що російські військові не завдавали ударів по цивільним об'єктам.
9 жовтня постійний представник від росії в ООН Василь Небензя під час засідання заявив, що нібито «у селі Гроза проходили похорони одного із націоналістів, там було багато українських неонацистів».

### Організації
- Європейський Союз
- Генеральний секретар Ради Європи Марія Пейчинович-Бурич засудила ракетний удар: «Я рішуче засуджую російську атаку на продуктовий магазин у Куп'янську, унаслідок чого загинули невинні мирні жителі»[31].
- Високий представник ЄС зі зовнішньої політики й політики безпеки Жозеп Боррель назвав атаку РФ воєнним злочином та пообіцяв неминуче покарання[32].
- ООН
  - Генеральний секретар ООН Антоніу Гутерреш засудив тероризм РФ.
  - Прессекретар генсека ООН Стефан Дюжаррік заявив, що «напади на цивільних осіб та цивільну інфраструктуру заборонені міжнародним гуманітарним правом, і вони мають бути негайно припинені»[33].
  - Гуманітарна координаторка в Україні Деніз Браун засудила ракетний удар:

|               | Я обурена повідомленнями про російський удар, унаслідок якого майже зруйновано село Гроза в Харківській області, де загинули десятки мирних жителів. Світлини, що надходять з села, де проживало всього трохи більше ніж 300 людей, жахають. Від імені Організації Об'єднаних Націй та гуманітарної спільноти висловлюю свої щирі співчуття родинам загиблих. Думками ми з народом України, який сьогодні знову став свідком чергових жорстоких наслідків вторгнення Російської Федерації. Навмисне спрямування ударів по цивільних особах або цивільних об'єктах є воєнним злочином. Навмисне застосування завідомо непропорційних ударів є воєнним злочином. |
| — Деніз Браун | |

### Держави
- Естонія
  - Президент Естонії Алар Каріс у своєму твіттері написав: «Убивати мирних жителів — жалюгідно. За кожним злочином має слідувати покарання. Такі трагедії підтверджують, що Україна продовжує потребувати допомоги та підтримки»[34].
- Чехія
  - Міністерство закордонних справ Чехії засудило рашистський терористичний акт: «З початку війни в Україні ми стали свідками російських звірств, зокрема нападів на мирне населення. Підтвердженням цього є сьогоднішній обстріл Харківської області, під час якого загинула навіть шестирічна дитина. Трагічна статистика села Гроза вже повідомляє, що кожен сьомий мешканець загинув надаремно»[35].
- Велика Британія
  - Посол Британії в Україні Мартін Гарріс засудив атаку Росії по Україні: «З жахом дізнався новини про варварський обстріл Росією села Гроза та загибель десятків мирних жителів. Мої щирі співчуття всім, хто втратив своїх близьких. Ми повинні перемогти це зло»[36].
- Німеччина
  - Посол Німеччини в Україні Мартін Єґер засудив терористичну атаку: «Вбивство мирного населення — це воєнний злочин. Те, що сталося сьогодні в селі Гроза, є жорстоким і нелюдським. Лише Росія несе відповідальність за це масове вбивство мирного населення. Винні мають бути притягнуті до відповідальності»[37].
- Молдова
  - Президент Молдови Мая Санду засудила російський удар, унаслідок якого загинули понад 50 людей[38].
- Польща
  - Міністр закордонних справ Польщі Збіґнєв Рау закликав зупинити рашизм РФ[39].
- США
  - Речниця Білого дому Карін Жан-П'єр висловила співчуття Україні, та пообіцяла допомагати їй у боротьбі за свободу й демократію[40].
- Австрія
  - МЗС Австрії викликало посла РФ Дмитра Любінського у зв'язку з ракетним ударом по кафе в селі Гроза. «… Атаки на цивільне населення є воєнним злочином. Винні мають бути притягнуті до відповідальності»[41][42].